# Villarromarís
Villarromarís (llamada oficialmente San Tomé de Vilarromarís) es una parroquia española del municipio de Oroso, en la provincia de La Coruña, Galicia.

## Entidades de población
Entidades de población que forman parte de la parroquia:
- Berdomás
- Curro (O Curro)
- Valverde
- Barral (O Barral)
- Vica (A Bica)
- Gadamil
- Vilarelle
- Rodís
- Piñeiro
- O Cruceiro

## Demografía
| Gráfica de evolución demográfica de Villaromarís entre 2000 y 2019 |
|                                                                    |
| Datos según el nomenclátor publicado por el INE.                   |